# 菅井きん
菅井 きん、すがい きん|1926年〈大正15年〉2月28日 - 2018年〈平成30年〉8月10日）は、日本の女優。血液型はB型。身長155cm、体重45kg。特技は三味線。生前は仕事に所属していた。本名は佐藤 キミ子。旧芸名及び旧姓名は須斎 キミ子。

## 来歴・人物
東京府東京市牛込区早稲田町出身。
本村小学校、頌栄高等女学校卒業。
1943年から第二次世界大戦終戦直後までに、男性職員出征のため、文部省総務課調査課・東京帝国大学学生課で事務職員として勤めていた。1946年3月、有楽座で東京芸術劇場の第1回公演『人形の家』を鑑賞したことがきっかけで同劇団の研究生に応募し、補欠合格となる。両親はともに芝居好きであったが、劇団研究生に応募することを相談した際、「女優とは美しい女性がなるものだ」と反対されたが、義理の兄が理解者となり両親も渋々ながら認めたとされる。父は娘の出演作品を見ることなく1971年頃に死去している。1947年2月に帝国劇場で上演された『林檎園日記』のトメ役が初舞台となるが、公演の初日に楽屋で寿司を食べていて出トチリをしてしまい、岡倉士朗に激怒された。芸名の「菅井きん」は、本名（当時は旧姓）をもじったものであり、初舞台の作者である久保栄に付けてもらった。芸術劇場解散後、久保栄の紹介で劇団俳優座に入団して舞台に立つ。1959年に俳優座を退団。
新劇時代に映画女優としてスカウトされ、1951年に『風にそよぐ葦』でデビュー。
1954年、『ゴジラ』に代議士の役で出演しているが、1955年の『愛のお荷物』（日活）にもほとんど同じ格好をした野党の議員役で登場している。
1973年、『必殺仕置人』の主要人物・中村主水を「婿殿!」といびる姑・中村せん役で出演。その後も必殺シリーズ（主水シリーズ）に必ず登場し、シリーズを語る上で欠かせない存在となり、この役によって現在の地位を築く（曰く「初めての苗字がある役だった」）。が、この役があまりに有名になり、「せん役のイメージのせいで、娘の縁談に支障が出る」と降板を願い出たこともある（無事に娘が結婚したため、降板願いは撤回されたという。詳細は必殺シリーズ#中村主水の主人公問題も併せて参照）。役を引き受けるにあたり「婿殿!」とイビるのに、どうやったら憎々しく聞こえるかの研究を重ねたという。
同年、『太陽にほえろ!』には松田優作演じる柴田純（ジーパン）刑事の母・柴田タキ役で出演。夫を亡くして女手一つで息子を育て上げ、息子も大の母親思いという理想的な親子を演じきった（松田は最終的に殉職という形にて1年で番組を卒業するものの、菅井は、その後も同役でゲスト出演している）。
藤商店のCMにも起用されていた。ただし、本人曰く「料理は大の苦手」であった。
1980年代からはバラエティー、ワイドショーにも出演。『タモリのボキャブラ天国』では、当時高齢だったにもかかわらず「菅井ダイビング」という投稿者のネタを再現するためだけにスカイダイビングを経験、既に大ベテランの地位を得ていた菅井の体を張ったギャグは当時の視聴者や番組内のパネラーらに衝撃を与えた。『ウッチャンナンチャンのやるならやらねば!』等のコント番組にもレギュラー出演していた。また、若い頃から老け役をやっていたことを度々ネタにされ、昔の写真を見せても「昔から顔が変わっていない」「むしろ今の方が若返っている」と島田紳助などからイジられるのがお約束となっていた。
1994年、『家なき子』での「鬼婆演技」で話題になった。
夫は映画『砂の器』『八甲田山』などに携わった劇団俳優座出身の映画プロデューサーの佐藤正之で、流産を経験後に佐藤との間に一女を儲けた。佐藤が亡くなった1996年以降は娘夫婦と一緒に暮らし、2014年の時点では曽孫もいた。
1980代に入ってからも女優業を精力的にこなし、2008年に製作された映画『ぼくのおばあちゃん』では82歳にして映画初主演を果たし、世界最高齢映画主演女優としてギネスに申請し認定された。2009年には資生堂のCM「ウーノ フォグバー」でエリザベス女王に扮装して若手俳優と共演した。
しかし2010年にNHK大河ドラマ『龍馬伝』及び映画『瞬 またたき』に出演したのを最後に、女優として事実上引退した。
菅井が芸能活動を休業してから4年後の2014年に一部週刊誌が「菅井の知人による情報」として、「菅井は重度の認知症を患っており、現在は特別養護老人ホームに入居している」「芸能界を引退したわけではなく、リハビリを行い体力が戻れば仕事復帰も考えている」などと報道されたが、
2014年10月2日にフジテレビの情報番組『ノンストップ!』に出演し4年ぶりにインタビューに応じるなど公の場に元気な姿を見せ、「認知症」であることを否定した。菅井によると、2010年に自宅で転倒して大腿骨を骨折してしまい、一時高齢者向け施設で療養するなど、それ以来自分の足では歩けなくなったためであるとのことであった。リハビリに努めてはいるものの、仕事復帰は諦めていると語っていた。この出演が公の場での生前最後の姿となった。生前は大の愛煙家で亡くなる2週間前まで煙草を吸っていたと親族や関係者が語っており、生前最後のインタビュー時にも実際に喫煙しながらインタビューに応じていたほどであった。
2018年8月10日午後2時頃、心不全のため、東京都内の自宅で死去。92歳没。戒名は藝凛院慈雲公錦大姉。

## 出演

### 映画
- 風にそよぐ葦 後編（1951年）
- 生きる（1952年） - 陳情の主婦
- 勲章（1954年） - お葉
- ゴジラ（1954年） - 大沢婦人代議士 [1][2][4]（小沢[3]）
- 愛のお荷物（1955年） - 野党の婦人議員
- 女囚と共に（1956年） - 斎藤刑務官
- 幕末太陽傳（1957年） - やり手・おくま
- 張込み（1958年） - 下岡満子
- 人間の壁（1959年） - 山岸夫人
- 七つの弾丸（1959年）- 竹岡直吉の妻・満江
- 秋立ちぬ（1960年） - おばさん
- 白い崖（1960年） - 宮原たつ（下宿のおばさん）
- 路傍の石（1960年） - 桃太郎・おきぬの母
- 女が階段を上る時 （1960年） - 下着屋の勝子
- 悪い奴ほどよく眠る（1960年） - 和田の妻
- 黒い画集 あるサラリーマンの証言（1960年） - 杉山ミサエ
- 赤坂の姉妹より 夜の肌（1960年） - 吉川おきん
- 草を刈る娘（1961年） - ちえ
- 人間の条件 完結篇（1961年） - 道路の避難民
- 豚と軍艦（1961年） - ふみ（春子の母）
- 大学の若大将（1961年） - 女房・みね
- はだかっ子（1961年） - お君
- 女ばかりの夜（1961年） - 工場の女監督
- 娘と私（1962年） - 修道女
- ぶらりぶらぶら物語（1962年)
- キューポラのある街（1962年） - 美代（サンちゃんの母）
- 喜劇 駅前温泉（1962年） - 万引きする母
- 二人で歩いた幾春秋（1962年） - 望月の妻
- 放浪記（1962年） - 玩具工場の見張り番
- 天国と地獄（1963年） - 麻薬患者
- 雨の中に消えて（1963年） - 高畠南風の妻・千代
- 白と黒（1963年） - 女中・キヨ
- 下町の太陽（1963年） - のぶ江
- 秘剣（1963年） - ふみ
- 女の歴史（1963年） - 増田つね（信子の母）
- われ一粒の麦なれど（1964年） - 坂田節子
- 風と樹と空と（1964年） - 沢田たま子
- 刑事(デカ) （1964年） - 大平いと
- 怪談（1965年） - 村の女一
- 赤ひげ（1965年） - 長次の母
- けものみち（1965年） - おせき
- 恐山の女（1965年） - 母キクノ
- 四つの終止符（1965年） - 田辺ウメ
- 「エロ事師たち」より 人類学入門（1966年） - 小田先生
- 懲役十八年（1967年） - 三田村アキ
- さそり（1967年） - 善平の妻
- 不信のとき（1968年） - 山川附添婦
- みな殺しの霊歌（1968年） - 毛利美佐
- 肉弾（1968年） - 軍曹のおかみさん
- 与太郎戦記 (1969年） - 神崎婦長
- ザ・ガードマン
  - 第239話「金貸しばあさん殺人事件」（1969年）
  - 第275話「60才の花嫁・残酷物語」（1970年）
  - 第342話「教育ママの狂った大競争」（1971年）
- 野獣都市（1970年） - 女中
- 無常（1970年） - 老婆
- 温泉こんにゃく芸者（1970年） - とら
- どですかでん（1970年） - おくにさん
- バツグン女子高校生 そっとしといて16才（1970年）
- 曼陀羅（1971年） - 産婦人科の看護師
- 幻の殺意（1971年） - 小針タネ子
- まむしの兄弟 お礼参り（1971年） - おかね
- 人生劇場 青春・愛欲・残侠篇（1972年） - 「鱶野」の女将
- 忍ぶ川（1972年） - 列車の乗客
- 黒の奔流（1972年） - 杉山とく
- 人斬り与太 狂犬三兄弟（1972年） - 大野まさ
- 朝やけの詩（1973年） - おひで婆さん
- 女番長 感化院脱走（1973年） - 杏子の母
- まむしの兄弟 恐喝三億円（1973年） - たみ
- 日本侠花伝（1973年） - おきん
- ザ・ドリフターズの極楽はどこだ!!（1974年） - キン子
- 砂の器（1974年） - 山下妙
- サンダカン八番娼館 望郷（1974年） - ペナンから帰った女
- 新仁義なき戦い（1974年） - 東尾ただしの母
- 絶唱（1975年） - 乳母・セキ
- 神戸国際ギャング（1975年） - 谷川千代
- やくざの墓場 くちなしの花（1976年） - 若本君代
- トラック野郎・度胸一番星（1977年） - 本間ウメ
- 江戸川乱歩の陰獣（1977年） - お婆ちゃん
- 八甲田山（1977年） - 斉藤伍長の伯母
- 復讐するは我にあり（1979年） - 被告の母
- 月山（1979年） - かね
- 日本の熱い日々 謀殺・下山事件（1981年） - 女将・ふさ
- 炎のごとく（1981年） - 梅屋のお辰
- 遠野物語（1982年） - 石を拾う老婆
- 幻の湖（1982年)
- 序の舞（1984年） - 島村麻
- お葬式（1984年） - 雨宮きく江 役
- ねずみ小僧怪盗伝（1984年、松竹）
- 必殺シリーズ - 中村せん 役[3]
  - 必殺! THE HISSATSU（1984年）
  - 必殺! ブラウン館の怪物たち（1985年）
  - 必殺! III 裏か表か（1986年）
  - 必殺4 恨みはらします（1987年）
  - 必殺!5 黄金の血（1991年）
  - 必殺! 主水死す（1996年）
- 植村直己物語（1986年） - 小川ヨシ
- 哀しい気分でジョーク（1985年） - 小学校教師
- 薄化粧（1985年） - とよ
- 火まつり（1985年） - 達男の母
- ハチ公物語（1987年） - 旅館の女将
- 父（1988年） - 日暮マツ
- あげまん（1990年） - 養母
- スキ!（1990年）
- 仔鹿物語（1991年） - 大崎かな
- 超少女REIKO（1991年） - 九藤光霊[3]
- 四万十川（1991年） - ハル
- さくら（1994年）
- 深い河（1995年） - 塚田の妻
- XⅡ-1118 PROMISE THE MOON (1996年) - 宇田川ミホ
- 機関車先生（1997年） - 阿部よね
- あの、夏の日（1999年） - 大井亀乃
- 川の流れのように （2000年） - 三崎しんこ
- 化粧師 KEWAISHI（2002年） - 飛田トメ
- 理由（2004年） - 片倉あえ子
- 黄色い涙（2007年） - 阿部よね
- ぼくのおばあちゃん（2008年） - 村田みさお
- 春との旅（2010年） - 金本恵子 役
- 瞬 またたき（2010年） - 老婦人
- トリックシリーズ
  - 劇場版TRICK 霊能力者バトルロイヤル（2010年） - 霧島澄子 役（映像出演）
  - トリック劇場版 ラストステージ（2014年） - スンガイ=キン（写真出演） 役

### テレビドラマ
NHK
- 雁（1962年）
- 松本清張シリーズ・黒の組曲
  - 第5話「鴉」（1962年）
  - 第23話「坂道の家」（1962年） - 松子
- 連続テレビ小説
  - おはなはん（1966 - 1967年） - おぎん
  - 本日も晴天なり（1981年） - 使用人・キン（おキン婆や）
  - あぐり（1997年） - 岩淵うめ
  - 私の青空（2000年） - 飛田トメ
  - ファイト（2005年） - 平田ふみ
  - 瞳（2008年） - 横山ウメ
- 大河ドラマ
  - 竜馬がゆく（1968年） - おやべ婆やん
  - 樅ノ木は残った（1970年）
  - 元禄太平記（1975年） - お兼
  - いのち（1986年） - 岩田テル
  - 功名が辻（2006年） - 大政所
  - 龍馬伝（2010年） - 武市智
- 都会の顔－ウィリアム・アイリッシュ「幻の女」より（1966年）
- 一の糸（1969年） - よし
- 土曜ドラマ
  - 松本清張シリーズ・棲息分布（1977年） - 根本安雄の母
  - 松本清張シリーズ・波の塔（1983年）
  - チロルの挽歌（1992年） - 半田直子
- 銀河テレビ小説（NHK）
  - 煙が目にしみる（1981年） - 根本ふみ
  - お入学（1987年） - 香山直江
- 旅よ恋よ女たちよ（1985年1月5日） - 服部信江
- 友だち（1987年） - 米村久乃
- 翼をください（1988年） - 円城寺文子
- 晴のちカミナリ（1989年）
- 遠い親戚 近くの他人?（1999年）
- 海猿〜うみざる（2002年） - 有馬久枝
- 御宿かわせみ 第二章（2004年） - およね
- ジャッジ 〜島の裁判官奮闘記〜（2007 - 2008年） - 島谷マツ

日本テレビ
- 雨の中に消えて（1966年） - 高畠千代
- これが青春だ（1966 - 1967年） - 本橋スエ
- でっかい青春（1967年） - 猿田小助の母
- おーい幸福!（1969年） - 長沼春子
- 飛び出せ!青春（1972年） - 後藤梅子
- 加那子という女（1973年） - おとき
- 太陽にほえろ!
  - 第39話「帰って来た裏切者」（1973年） - 白木房江
  - 第53話「ジーパン刑事登場!」（1973年） - 柴田たき
  - 第54話「汚れなき刑事魂」（1973年） - 同上
  - 第57話「蒸発」（1973年） - 同上
  - 第60話「新宿に朝は来るけれど」（1973年） - 同上
  - 第61話「別れは白いハンカチで」（1973年） - 同上
  - 第76話「おふくろ」（1973年） - 同上
  - 第80話「女として 刑事として」（1974年） - 同上[注釈 4]
  - 第85話「おやじに負けるな」（1974年） - 同上
  - 第99話「金で買えないものがある」（1974年） - 同上
  - 第111話「ジーパン・シンコその愛と死」（1974年） - 同上
  - 第300話「男たちの詩」（1978年） - 同上
  - 第309話「危険な時期」（1978年） - 同上
  - 第665話「殉職刑事たちよ、やすらかに」（1985年） - 同上
- 水滸伝（1974年） - 桃青
- 子連れ狼 第2部（1974年） - タケ
- われら青春!（1974年） - 梅子（太陽学園の寮母）
- 桃太郎侍
  - 第59話「岸うつ波に母の声」（1977年） - 大和屋おさい
  - 第183話「結びの神は桃太郎」（1980年） - 朝路
  - 第199話「親子を取持つ一ツ毬」（1980年） - おかん
- 家族ジャングル（1985年） - 一ノ瀬ぎん
- 春風一番!（1986年）
- パパ合格ママは失格（1986年） - 森ハナエ
- 火曜サスペンス劇場
  - 青い幸福（1983年） - 村木タエ
  - 入れ代わった女（1986年）
  - 望郷（1989年）
  - わが町Ⅲ（1993年）
  - 女弁護士 高林鮎子23（1999年） - 菅原昌枝
  - 京都金沢殺人事件シリーズ（2002 - 2005年） - 五代セツ子
- 八百八町夢日記（1989年） - おかな
- いけない女子高物語（1990年） - 綾王子きぬ
- 日曜はダメよ (テレビドラマ)（1993年） - 神崎ミキ
- 家なき子 第1シリーズ（1994年） - 田畑光江
- STATION（1995年） - 梶山治子
- ナースマン（2002年1月26日） - 小田切トメ（特別出演）
- 仔犬のワルツ（2004年） - 中村フミヨ
- ミス・マープルシリーズ（2007年） - 佐伯知子

TBS
- 綴方教室（1960年） - 豊田正子の母
- 煙の王様（1962年）
- おかあさん「生きる」（1962年）
- 正塚の婆さん（1963年）
- 木下恵介劇場・木下恵介アワー
  - 喜びも悲しみも幾歳月（1965年） - 木島正一の母
  - おやじ太鼓（1968 - 1969年） - お手伝い・お敏
  - 3人家族（1968 - 1969年） - 家政婦・春日ハル
  - 兄弟（1969 - 1970年） - 女子寮管理人・千代
  - たんとんとん（1971年） - 安さんの妻・雪子
  - 太陽の涙（1971 - 1972年） - 井上はつ
  - おやじ山脈（1972 - 1973年） - お手伝い・お敏
- 泣いてたまるか（1967年）
- ザ・ガードマン
  - 第239話「金貸しばあさん殺人事件」（1969年）
  - 第275話「60才の花嫁・残酷物語」（1970年）
- 恋愛術入門 第21話「花嫁りゃく奪作戦」（1971年3月14日） - お仲人役
- 時間ですよ（1971年）
- なんたって18歳!（1972年）
- 愛子 (テレビドラマ)（1973 - 1974年） - ハナ
- あんたがたどこさ（1973 - 1974年） - 岡島和子
- 顔で笑って 第17話「縁談・泣き笑い」（1974年、TBS / 大映テレビ） - アパート管理人
- 水戸黄門 第6部 第7話「姫だるまに似た女 -大分-」（1975年） - 雑賀常
- 白い荒野 (テレビドラマ)（1977 - 1978年） - 田原節
- 仮面劇場（1978年） - お手伝い・きよ
- 元気です!（1980年） - とめ
- アヒル大合唱（1978年） - 泉川和江
- Gメン'75 第259話「銭湯帰りのOL殺人事件」（1980年） - 折原八重
- ぼくらの時代 (1981年のテレビドラマ)（1981年） - 弘田きぬ
- 拳骨にくちづけ（1981年） - 家政婦・イノ
- 玉ねぎむいたら…（1981年） - お勝
- われら動物家族（1981年） - 中田ハナ
- 西武スペシャル『隣りの女 現代西鶴物語』（1981年5月1日） - 文子
- ちょっといい姉妹 (1981年)　- 川北信代
- 刑事ヨロシク（1982年） - 木村キン
- 胸さわぐ苺たち(1983年)→二役
- 千春子（1983 - 1984年） - りく 役
- シンデレラの財布（1984年） - りつ
- 大岡越前 第8部（1984年） - おとら婆さん
- うちの子にかぎって…（1985年） - 荒牧先生
- 人生はガタゴト列車（1986年）
- セーラー服通り（1986年） - 丹波敏江教頭
- おむこさん（1990年）
- 代議士秘書の犯罪（1990年）
- 月曜ドラマスペシャル / 忠治旅日記 （1992年） - おくま
- ママ走れ!（1992年）- 川崎ちよ
- 天下を獲った男 豊臣秀吉（1993年） - 大政所
- ふたりのシーソーゲーム（1996年） - 河原キク
- さしすせそ!?（1997年） - さとえ
- 女囚〜塀の中の女たち（1997年）
- ビッグウイング（2001年） - 近藤咲
- ハンドク!!!（2001年） - 水留はな
- 逃亡者 RUNAWAY（2004年） - 富お婆さん
- 月曜ミステリー劇場 「税理士楠銀平の事件帳簿2」（2004年） - 吉野繁子
- 水曜プレミア 「怒る相談室長 大岡多聞の事件日誌!」（2005年） - 大岡萌 （特別出演）
- 和田アキ子 特別企画ドラマ ザ・介護番長（2005年）
- こちら本池上署 第3シリーズ（2004年） - 是枝トミ

フジテレビ
- 新・座頭市
  - 第2シリーズ 第4話「蛍」（1978年）
  - 第2シリーズ 第18話「こやし道」（1978年）
  - 第3シリーズ 第3話「市の耳に子守唄」（1979年）
- 銭形平次
  - 第645話「母娘草紙」（1978年）
  - 第734話「お婆ちゃん捕物帳」（1980年） - お松
  - 第764話「この愛に生きる」（1981年） - お辰
- 振り袖御免 江戸芙蓉堂医館（1981年） - お辰
- 男の家庭科（1985年） - 井村カツ 役
- 鍵師（1995年） - 池山ハツ 役
- ブラザーズ（1998年） - 青山幸枝 役
- 金曜エンタテイメント 「おばさんデカ 桜乙女の事件帖11」（2002年） - 山内豊子
- 劇団演技者。「アンラッキー･デイズ〜ナツメの妄想〜」（2004年） - 着信ボイスの声
- 怪談スペシャル（2005年） - セツ

テレビ朝日
- 素浪人 花山大吉（1969年） - おしげ
- 五番目の刑事 第10話「肝っ玉少年」 (1969年)　- おたね
- 野菊の墓（1973年）
- ダイヤモンド・アイ（1973 - 1974年） - 雷勝子
- 右門捕物帖 第3話「島帰り」（1974年）
- ねぎぼうずの唄（1974年） - 静
- さやえんどう (テレビドラマ)（1975年） - 磯中たつ
- 新幹線公安官 第5話「死の逃避行」（1977年） - 女医
- 暴れん坊将軍
  - 吉宗評判記 暴れん坊将軍 第19話「纏持の詩」（1978年） - 志乃（戸田弥八郎の姑）
  - 暴れん坊将軍VII 第6話「てんやわんやの親孝行」（1996年） - おとら
- 西部警察 PART-III 第62話「母と子の約束」（1984年） - 河合常子
- 七人の女弁護士（1991年 - 1997年） - 綾小路桜子
- 大家族ドラマ 嫁の出る幕（1994年） - 中川とき江
- 風の刑事・東京発! 第2話「失われた記憶! 幻の駅に立つ女」（1995年）
- はぐれ刑事純情派 第10シリーズ 第4話「懸賞ブームの女!?同居妻の悲劇」（1997年）
- はみだし刑事情熱系（1998年） - 玉川千鶴子 役
- 笑ゥせぇるすまん（1999年） - 意地目マスヨ 役
- トリック 第1シリーズ（2000年） - 霧島澄子
- おみやさん（2004年 - 2009年） - おたま
- エラいところに嫁いでしまった!（2007年） - 守山ミツ
- めぞん一刻（2007 - 2008年） - 五代ゆかり
- 土曜ワイド劇場
  - 江戸ッ子探偵殺人案内（1997 - 1999年） - 山内タツ
  - 温泉医ぽっかや診療所事件カルテ1（2001年） - 越山きよ
  - 事件6（2003年） - 岩本勝代
  - 温泉若おかみの殺人推理12（2003年） - 田島和江 役

テレビ東京
- 花の女子校 聖カトレア学園 （1985年 - 1986年） - 園長先生
- 三婆シリーズ（1991年 - 1993年）
- 侠客・幡随院長兵衛（1995年） - 正徳院
- 水曜ミステリー9
  - 芸者小春姐さん奮闘記1（2005年） - 三好多喜子 役

朝日放送
- 小さな目（1964年 - 1965年）
- 必殺シリーズ（1973年 - 2009年、松竹） - 中村せん

毎日放送
- 影同心（1975年、東映） - おとら
- 横溝正史シリーズII 仮面劇場（1978年） - きよ

関西テレビ
- けんか安兵衛（1975年）
- 事件(秘)お料理法（1977年）
- 汽笛が響く!（1978年）
- 裸の大将放浪記 第10話「天狗の鼻は高いので」（1982年） - せん
- 現代恐怖サスペンス「ししゃもと未亡人」（1987年7月、東映）
- 裸の大将 第48話「二人の清と婆ちゃんと」（1991年、東阪企画） - 山上とよ
- 不思議サスペンス「豪邸の不用品」（1991年9月、松竹・京都映画）
- 花村大介（2001年1月2日） - 田畑光江

### ラジオドラマ
- 「闖入者」（1955年、朝日放送） - 老婆
- FMシアター「小鳥の住み処」（1997年12月13日、NHK-FM）
- 特集オーディオドラマ「浅間」（2004年1月3日、NHK-FM）

### 舞台
- 幽霊はここにいる（1958年、俳優座第44回公演） - 市民A

### バラエティ
- 午後は○○おもいッきりテレビ（おもいっきり特派員としてレポートも担当）
- マジカル頭脳パワー!!
- 世界・ふしぎ発見!
- 目撃!ドキュン
- 行列のできる法律相談所
- 鉄矢のとんからりん
- アルフィーのある日ぃ突然(坂崎幸之助(演：林家三平)の母親役)
- 痛快なりゆき番組 風雲!たけし城（攻撃軍隊長・谷隼人の母親役）
- ウッチャンナンチャンの誰かがやらねば!（レギュラー）
- ウッチャンナンチャンのやるならやらねば!
- タモリのスーパーボキャブラ天国（1994年）「スカイダイビング＝菅井ダイビング」[注釈 5]、「菅井きん＝菅井菌」
- とんねるずのみなさんのおかげです（1995年）「近未来警察072」ジョーの母
- 平成教育委員会2004年正月スペシャル

### CM
- JR「ナイスミディパス」(野際陽子、泉ピン子と共演)
- 永谷園 「即席みそ汁」
- 藤商店 「からし酢みそ」「鍋のつゆ」[18]
- ヤクルト化粧品 「パラビオ」
- 白元（現・白元アース） 「パラハーブ1/3」(岡江久美子と共演)
- 資生堂 「uno FOG BAR」(瑛太、小栗旬、妻夫木聡、三浦春馬と共演)
- 日本テレビ「すごいきん（ようび）」（金曜スーパープライムの番宣キャラクター）
- 日本生命保険 「新・生きるチカラskyプラン」(爆笑問題と共演)
- フェザー「フェザー・スパット」
- ミツカン「金のつぶ納豆」

## 受賞歴
- 1984年 - 第9回報知映画賞助演女優賞『お葬式』
- 1985年 - 第8回日本アカデミー賞最優秀助演女優賞『お葬式』『必殺! THE HISSATSU』
- 1985年 - 第6回ヨコハマ映画祭助演女優賞『お葬式』
- 1990年 - 紫綬褒章
- 1996年 - 勲四等宝冠章

### 著作
- 『わき役ふけ役いびり役　女優一筋四十五年』主婦と生活社、1990年11月

## 音楽作品
- おふろのチャップリン（1983年。「ばあ菅井とおとぎっ娘」名義、『鉄矢のとんからりん』より）
  - B面は「きん婆サンバ」（こちらは菅井きん名義）